# كريس تورنر (كاتب)
كريس تورنر هو صحفي وكاتب كندي، ولد في 25 يوليو 1973 في موسجاو في كندا.